# آزمون سختی ویکرز

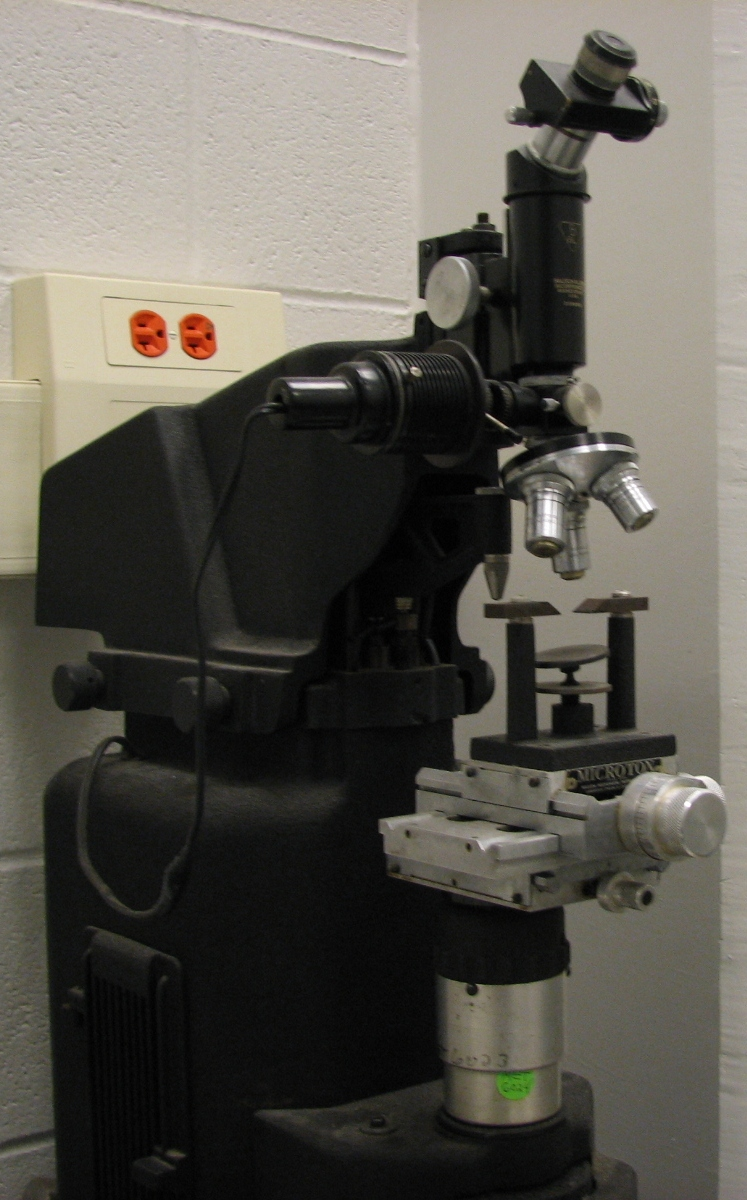
سختی سنح ویکرز

آزمایش سختی ویکرز در سال ۱۹۲۱ توسط رابرت ال اسمیت و جورج ای. سندلند در ویکرز لیمیتد (Vickers Ltd) به عنوان جایگزینی برای روش برینل برای اندازه‌گیری سختی مواد ساخته شد. استفاده از آزمون ویکرز اغلب از سایر آزمایش‌های سختی آسان‌تر است زیرا محاسبه‌های مورد نیاز مستقل از اندازه فرورفتگی است و از تورفتگی برای تمام مواد صرف نظر از سختی می‌توان استفاده کرد. اصل اساسی، مانند سایر اندازه‌گیری‌های سختی معمول، مشاهده توانایی یک ماده در مقاومت در برابر تغییر شکل پلاستیک از یک منبع استاندارد است. آزمون ویکرز برای کلیه فلزها قابل استفاده است و یکی از وسیع‌ترین مقیاس‌ها را در بین آزمایش‌های سختی دارد. واحد سختی داده شده توسط این آزمون به عنوان شماره هرم ویکرز (HV) یا سختی الماس هرمی (DPH) شناخته می‌شود. عدد سختی را می‌توان به واحد پاسکال تبدیل کرد، اما نباید آن را با فشار که از همان واحدها استفاده می‌کند اشتباه گرفت. عدد سختی با توجه به نیروی وارد بر سطح تورفتگی و نه ناحیه عمود بر سطح تعیین می‌شود، بنابراین فشار نیست.

## اجرا

طرح آزمایش ویکرز

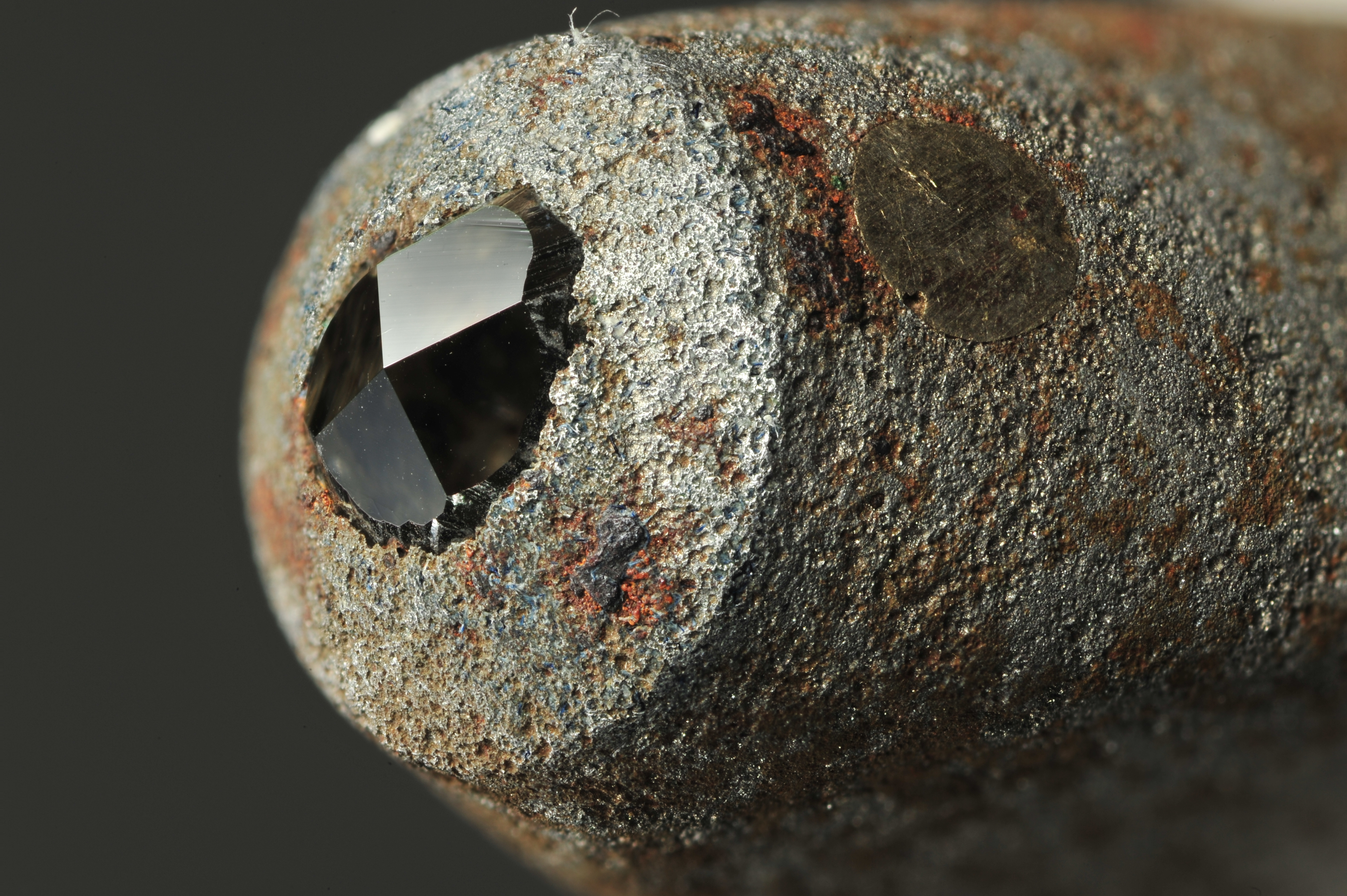
فرورفتگی الماس هرمی یک آزمایشگر سختی ویکرز

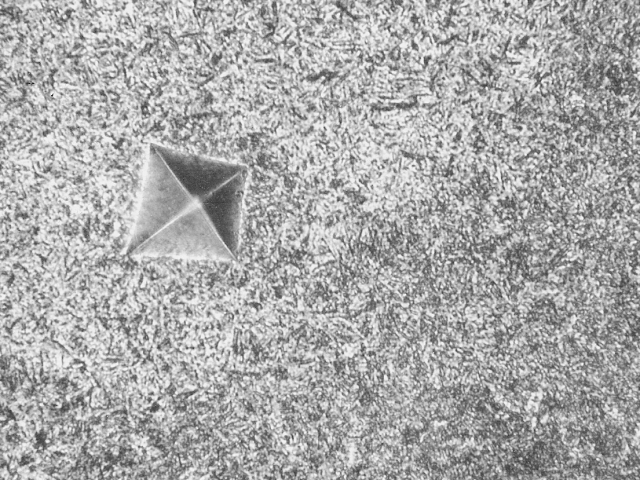
تورفتگی پس از آزمایش سختی ویکرز در فولاد با پوسته سخت باقی مانده‌است. تفاوت در طول هر دو قطر و افت روشنایی، هر دو نشانه‌هایی قدیمی از نمونه خارج از رده هستند. این فرورفتگی خوبی نیست.

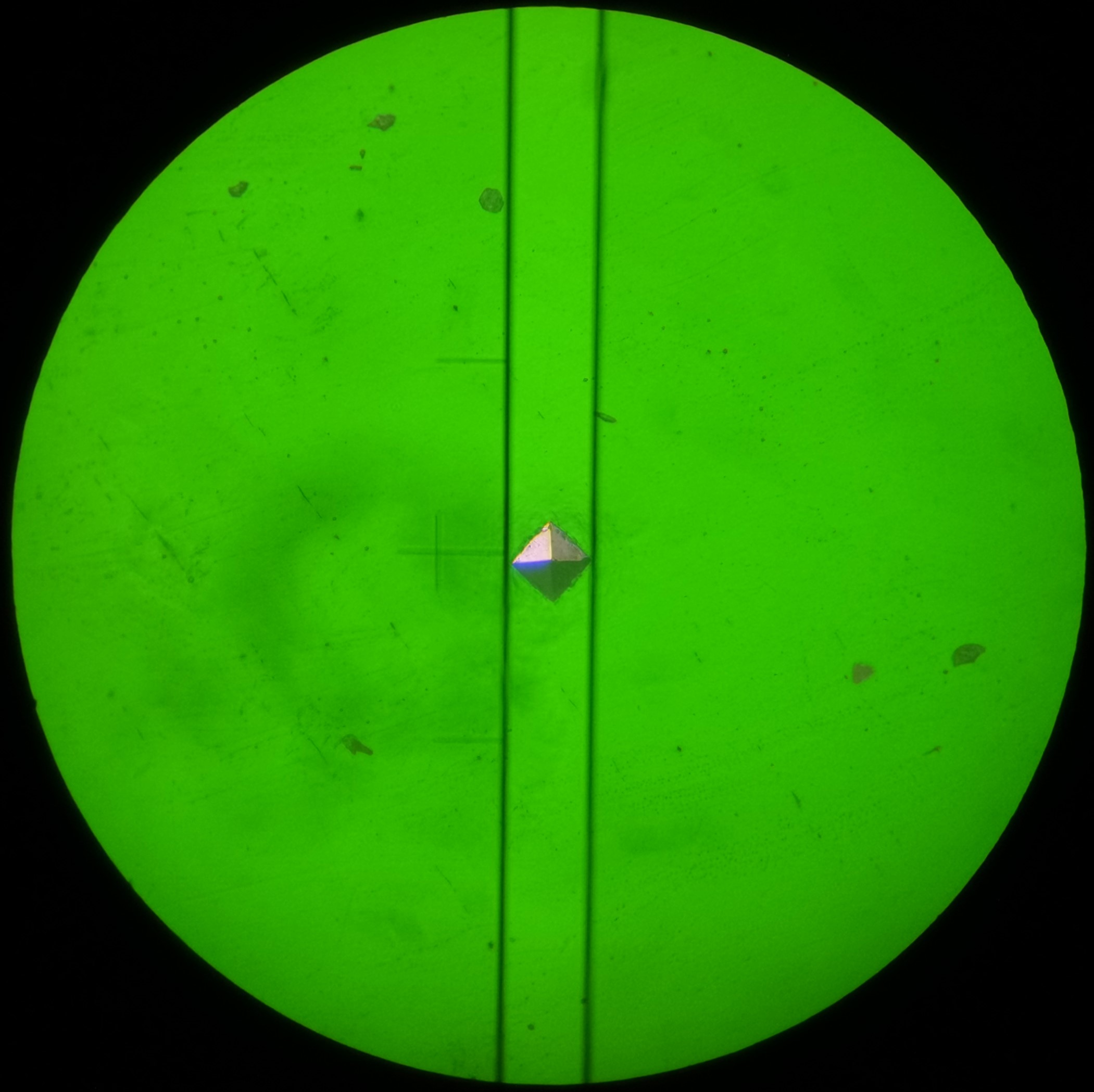
این یک تورفتگی خوب است.

تصمیم گرفته شد که شکل تورفتگی بدون در نظر گرفتن اندازه باید قادر به تولید نشان گذاری‌های مشابه هندسی باشد. نشان گذاری باید دارای نقاط اندازه‌گیری کاملاً مشخص باشد؛ و فرورفتگی باید مقاومت بالایی در برابر تغییر شکل خود داشته باشد. الماس به شکل هرم با قاعده مربع شکل، این شرایط را برآورده می‌کند. طبق آزمایش‌ها مشخص شده بود که اندازه ایده‌آل یک نشان گذاری برینل ،۳/۸ قطر توپ بود. از آنجا که دو مماس دایره در انتهای وتر به طول 3d/۸، در ۱۳۶ درجه تلاقی می‌یابند، تصمیم گرفته شد که از این زاویه به عنوان زاویه موجود بین وجه‌های صفحه نوک تورفتگی استفاده شود. این از هر وجه عمود به صفحه افقی نرمال ۲۲ درجه در هر طرف است. زاویه از نظر آزمایشی متنوع بود و مشخص شد که مقدار سختی بدست آمده بر روی یک قطعه ماده همگن، صرف نظر از نیرو، ثابت مانده‌است. بر این اساس، بسته به سختی ماده در حال اندازه‌گیری، نیروهایی با اندازه‌های مختلف بر روی یک سطح صاف اعمال می‌شود. سپس عدد HV با نسبت F / A تعیین می‌شود، جایی که F نیرویی است که بر حسب کیلوگرم به الماس وارد می‌شود و A سطح تورفتگی حاصل در واحد میلی‌متر مربع است. A می‌تواند توسط فرمول تعیین شود:
{\displaystyle A={\frac {d^{2}}{2\sin(136^{\circ }/2)}}}
می‌توان A را با محاسبه عبارت سینوسی تخمین زد و در نتیحه،
{\displaystyle A\approx {\frac {d^{2}}{1.8544}}}
که در آن d طول متوسط قطر باقی مانده از تورفتگی به میلی‌متر است. از این رو،
{\displaystyle HV={\frac {F}{A}}\approx {\frac {1.8544F}{d^{2}}}\quad [{\textrm {kgf/mm}}^{2}]}
که در آن F به kgf (کیلوگرم نیرو) و d به میلی‌متر است.
واحد مربوط به HV کیلوگرم نیرو بر میلی‌متر مربع (kgf / mm²) یا عدد HV است. در معادله فوق، "F" می‌تواند در واحد N (نیوتن) و "d" در واحد میلی‌متر باشد، و این امر باعث می‌شود HV در SI به واحد MPa (مگا پاسکال) باشد. برای محاسبه عدد سختی ویکرز (VHN) با استفاده از واحدهای SI باید نیروی وارد شده را بر حسب نیوتن با تقسیم بر ۹٫۸۰۶۶۵ (شتاب گرانش استاندارد) به کیلوگرم نیرو تبدیل کرد. این امر منجر به معادله زیر می‌شود:
{\displaystyle HV\approx {0.1891}{\frac {F}{d^{2}}}\quad [{\textrm {N/mm}}^{2}]}
که F در واحد N (نیوتن) و d در واحد میلی‌متر است. یک خطای معمول این است که فرمول فوق برای محاسبه عدد HV منجر به عددی با واحد نیوتن بر میلی‌متر مربع (N / mm²) نمی‌شود، بلکه مستقیماً به عدد سختی ویکرز منجر می‌شود (که معمولاً بدون واحد داده می‌شود)، که در واقع یک کیلوگرم نیرو در هر میلی‌متر مربع است (1kgf/mm²).
اعداد سختی ویکرز به صورت xxxHVyy گزارش می‌شوند، به عنوان مثال 440HV30، یا اگر مدت زمان اعمال نیرو از ۱۰ الی ۱۵ ثانیه متغیر باشد به صورت xxxHVyy/zz گزارش می‌شود. به عنوان مثال 440HV30 / ۲۰، که در آن:
- ۴۴۰ عدد سختی است،
- HV مقیاس سختی را می‌دهد (ویکرز)،
- ۳۰ نشان دهنده نیروی استفاده شده در واحد kgf (کیلوگرم نیرو) است.
- ۲۰ زمان اعمال نیرو را در شرایطی که از ۱۰ الی ۱۵ ثانیه متفاوت باشد را نشان می‌دهد.

برای تبدیل عدد سختی ویکرز به واحدهای SI، عدد سختی بر حسب کیلوگرم بر میلی‌متر مربع (kgf / mm²) باید در شتاب گرانش استاندارد (۹٫۸۰۶۶۵) ضرب شود تا سختی در واحد مگاپاسکال (N/mm²) بدست آید و همچنین بر ۱۰۰۰ تقسیم شود تا سختی را در واحد GPa (گیگا پاسکال) بدهد. سختی ویکر همچنین می‌تواند بر اساس منطقه برجسته شده تورفتگی و نه سطح آن، به یک سختی SI تبدیل شود. منطقه برجسته شده ، {\displaystyle A_{p}} ، به شکل زیر برای هندسه فرورفتگی ویکرز تعریف می‌شود:
{\displaystyle A_{p}={\frac {d_{avg}^{2}}{2}}}
از این سختی بعضی اوقات به عنوان منطقه تماس متوسط یاد می‌شود و در حالت ایده‌آل می‌توان آن را مستقیماً با سایر آزمایشهای سختی که آن‌ها نیز با استفاده از منطقه برحسته شده تعریف شده‌اند مقایسه کرد.
مقادیر ویکرز به‌طور کلی از نیروی آزمایش مستقل هستند: برای 500 gf (گرم نیرو) و ۵۰ kgf (کیلوگرم نیرو) در هر حالت یکسان خواهند بود، تا زمانی که نیرو حداقل 200 gf (گرم نیرو) باشد. با این حال، فرورفتگی‌های نیروهای کمتر، اغلب، وابسته بودنِ سختی به عمق تورفتگی را نشان می‌دهند که به عنوان اثر اندازه تورفتگی (ISE) شناخته می‌شود.
عمق تورفتگی برای نمونه‌های نازک به دلیل اثرات زیر لایه می‌تواند مسئله ساز باشد. به‌طور معمول ضخامت نمونه باید بیشتر از ۲٫۵ برابر قطر تورفتگی باشد. عمق تورفتگی ، {\displaystyle t} ، می‌تواند با توجه به موارد زیر محاسبه شود:
{\displaystyle t={\frac {d_{avg}}{2{\sqrt {2}}\tan {\frac {\theta }{2}}}}\approx {\frac {d_{avg}}{7.0006}}}
| مواد             | ارزش      |
| ---------------- | --------- |
| 316L فولاد ضدزنگ | 140HV30   |
| فولاد ضدزنگ 347L | 180HV30   |
| فولاد کربن       | 55–120HV5 |
| اهن              | 30–80HV5  |
| مارتنزیت         | 1000HV    |
| الماس            | 10000HV   |

## موارد احتیاط
هنگام انجام آزمایش‌های سختی، حداقل فاصله بین تورفتگی‌ها و فاصله تورفتگی تا لبه نمونه باید در نظر گرفته شود تا از تعامل بین مناطق سخت شده و اثرات لبه جلوگیری شود. این حداقل فاصله برای استانداردهای ISO 6507-1 و ASTM E384 متفاوت است.
| استاندارد  | فاصله بین تورفتگی‌ها (d)                            | فاصله از مرکز تورفتگی تا لبه نمونه (d)             |
| ---------- | -------------------------------------------------- | -------------------------------------------------- |
| ISO 6507-1 | > 3d برای آلیاژهای فولاد و مس و> 6d برای فلزات سبک | 2.5d برای آلیاژهای فولاد و مس و> 3d برای فلزات سبک |
| ASTM E384  | 2.5d                                               | 2.5d                                               |

## برآورد مقاومت در برابر کشش
اگر HV ابتدا با نیوتن بر میلیمتر مریع (MPa)، یا در غیر این صورت با تبدیل از kgf / mm 2 (کیلوگرم نیرو بر میلیمتر مربع) بیان شود، مقاومت کششی (در واحد MPa(مگا پاسکال)) ماده را می‌توان به عنوان σu ≈ HV / c ≈ HV / 3 تقریب زد، که در آن c یک ثابت است که توسط مقاومت تسلیم، نسبت پواسون، توان سخت شده و عوامل هندسی تعیین می‌شود – معمولاً بین ۲ تا ۴ متغیر است. به عبارت دیگر، اگر HV در N / mm 2 (یعنی در MPa) بیان شود، مقاومت کششی (در واحد مگاپاسکال) ≈ HV/3 است. این قانون تجربی به صورت متغیر به رفتار سخت‌کنندگی مواد بستگی دارد.

## کاربرد
پین‌های اتصال باله در هواپیمای Convair 580 توسط سازنده هواپیما مشخص شدند تا با مشخصات سختی ویکرز 390HV5 سخت شوند،'۵' یعنی پنج کیلو پوند. با این حال، بعداً مشخص شد که در هواپیمای Partnair Flight 394، پین‌ها با قطعات غیر استاندارد جایگزین شده‌اند که منجر به سایش سریع و در نهایت از بین رفتن هواپیما شد. در بررسی، محققان تصادف دریافتند که پین‌های غیر استاندارد فقط دارای سختی حدود 200-230HV5 هستند.